# Командно-штабная академия Армии Исламской Республики Иран
Командно-штабная академия Армии Исламской Республики Иран (перс. دانشگاه فرماندهی و ستاد ارتش جمهوری اسلامی ایران‎) — высшее военное учебное заведение профессионального образования, для обучения, подготовки и повышения квалификации высших и старших офицеров Армии Вооружённых сил Исламской Республики Иран, офицеров иностранных армий.

## Общие сведения
Командно-штабная академия Армии Исламской Республики Иран ведет историю от Военной академии (перс. دانشگاه جنگ‎), основанной Реза-шахом Пехлеви в 1935 году при содействии французских военных советников во главе с  генерал-лейтенантом Франсуа-Жоржом Жандром (фр. François-Georges Gendre). Военная академия состояла из двух отделений — командного и штабного. Продолжительность обучения в командном отделении 1 год, в штабном — 2 года.
В 1943 году Военная академия прекратила свою деятельность и возобновила работу в 1947 году под названием Командно-штабная академия.
Начавшаяся в 1980 году ирано-иракская война вновь прекратила деятельность академии до 1982 года.
В 1990 году Командно-штабная академия была восстановлена в результате слияния и реорганизации командно-штабных академий Сухопутных войск, Военно-воздушных сил и Военно-морских сил Армии ВС ИРИ.

## Приём в академию и обучение
Командно-штабная академия принимает на обучение слушателей из числа кадровых военнослужащих четырёх видов вооружённых сил Армии Ирана в звании майора и выше. Выпускники получают степень магистра военных наук (англ. Masters of Military Art and Science).